# Summer of 84
Summer of 84 är en kanadensisk-amerikansk ungdomsskräckfilm från 2018. Regin har gjorts av den fransk-kanadensiska trion François Simard, Anouk Whissell och Yoann-Karl Whissell, från ett manus skrivet av Matt Leslie och Stephen J. Smith. Huvudrollerna spelas av Graham Verchere, Judah Lewis, Caleb Emery, Cory Grüter-Andrew, Tiera Skovbye och Rich Sommer.

## Handling
Filmens handling kretsar kring de fyra tonårspojkarna Davey Armstrong, Dale "Woody" Woodworth, Curtis Farraday och Tommy "Eats" Eaton, som misstänker att en mycket väl omtyckt polis, tillika Daveys granne, Wayne Mackey, i själva verket är en ökänd massmördare. Anledningen till detta är att det under ett helt decennium har försvunnit totalt tretton stycken tonårspojkar (helt utan något samband), i området kring den fiktiva staden Cape May i den amerikanska delstaten Oregon. De fyra vännerna bestämmer sig därför för att spendera hela sommaren med att spionera och samla in bevis mot Wayne, så att de kan säkerställa att det är han som är mördaren. Men när de väl börjar närma sig sanningen kring själva utredningen, så tar det hela en drastisk och farlig vändning, något som de kanske inte hade räknat med från allra första början...

## Rollista
| Graham Verchere     | – Davey Armstrong        |
| Judah Lewis         | – Tommy "Eats" Eaton     |
| Caleb Emery         | – Dale "Woody" Woodworth |
| Cory Grüter-Andrew  | – Curtis Farraday        |
| Tiera Skovbye       | – Nikki Kaszuba          |
| Rich Sommer         | – Wayne Mackey           |
| Jason Gray-Stanford | – Randall Armstrong      |
| Shauna Johannesen   | – Sheila Armstrong       |
| William MacDonald   | – Sheriff Caldwell       |
| Harrison Houde      | – Bobby Coker            |
| Susie Castillo      | – Brenda Woodworth       |
| J. Alex Brinson     | – Konstapel Cole         |
| Mark Brandon        | – Lokalt nyhetsankare    |